# Quảng trường châu Âu, Kyiv

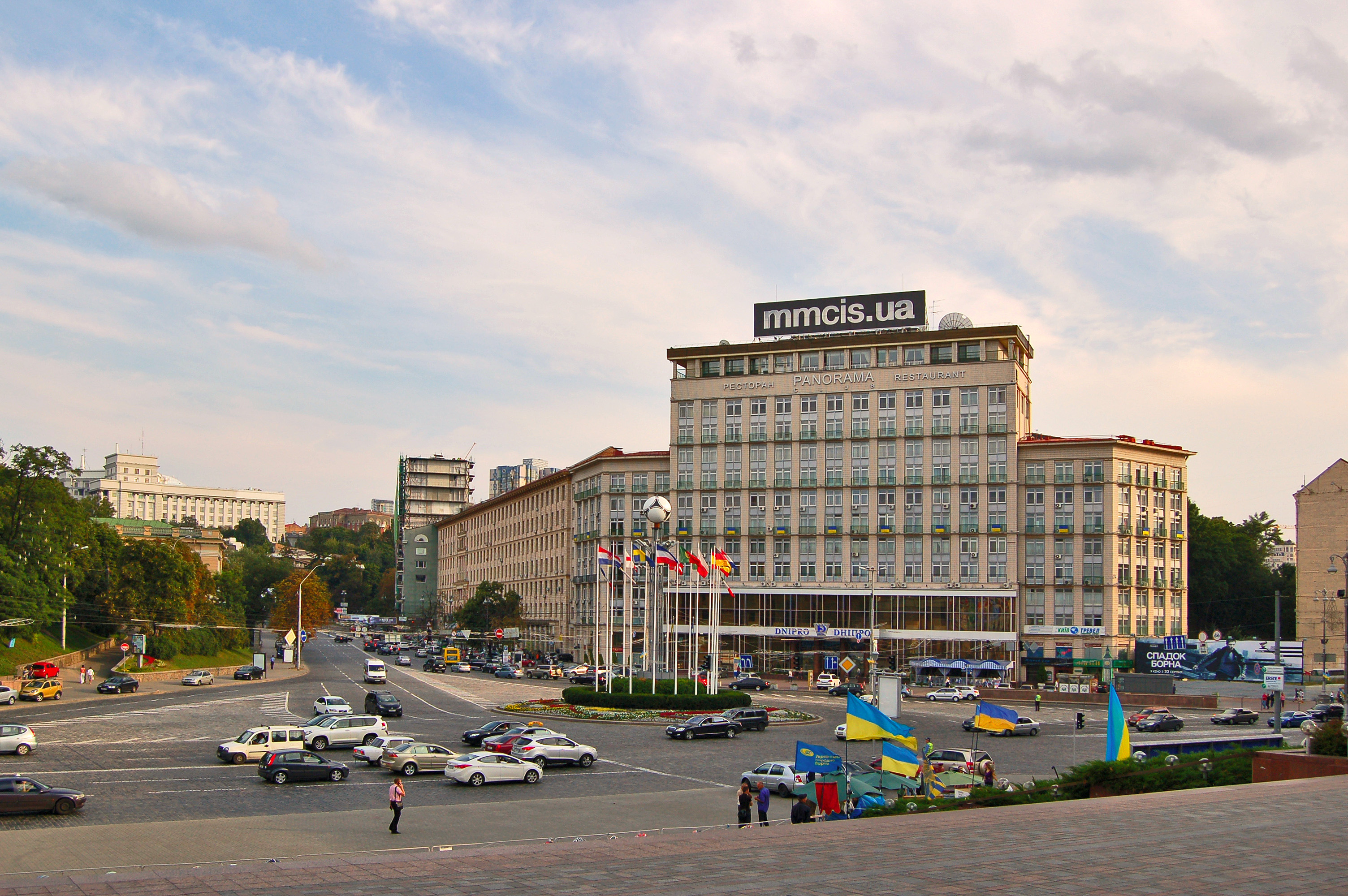
Quảng trường châu Âu và Khách sạn Dnipro.

Quảng trường châu Âu(tiếng Ukraina: Європейська Площа, Yevropeys'ka Ploshcha) là một quảng trường nằm trong khu phố cổ được gọi là Khu phố cổ (Stare Misto) hoặc Thượng Phố, ở Kiev, thủ đô của Ukraina. Nó cũng nằm ở cuối phía đông bắc của Khreschatyk, đường phố chính của thành phố. Các đường phố khác kết nối với quảng trường là Phố Tryokhsvyatytelska, Volodymyrskyi Descent và Phố Hrushevsky.
Trong năm 2013–14, quảng trường là một trong những trung tâm của các cuộc biểu tình của Euromaidan.